# Wiese (rivière)
La Wiese est une rivière allemande de 57 km de long qui coule dans le land de Bade-Wurtemberg. Elle est un affluent droit du Rhin.